# Majoró
En física de partícules, els Majorons (que reben el seu nom del físic italià Ettore Majorana) són bosons de Goldstone hipotètics predits per a explicar la violació del nombre leptònic (o del nombre leptònic menys el nombre bariònic combinats, B − L) en col·lisions d'alta energia com
e− + e− → W− + W− + J,
on dos electrons col·lideixen per a formar dos bosons W i el Majoró J. La simetria U(1)B–L se suposa global de manera que no és espontàniament trencada i el Majoró no és "menjat" pel bosó de gauge corresponent. Els Majorons foren proposats originalment en models de quatre dimensions (per Y. Chikashige, R. N. Mohapatra I R. D. Peccei) per a explicar la generació de masses del neutrí via el mecanisme de balancí ('seesaw'), i s'estan buscant en experiments que cerquen desintegracions beta doble sense neutrins (NEMO, EXO i Kamland-Zen) que han posat límits als modes de desintegració amb emissió de Majorons. Existeixen també extensions d'aquesta idea en teories supersimètriques i en teories amb dimensions extres compactificades.